# Simris Kirke
Simris kyrka er en romansk kirke i Simris i Simrishamns kommun i det sydøstlige Skåne. Kirken blev opført i midten af 1100-tallet. I 1905 blev kirkeskibet revet ned og genopført en meter bredere.
Koret er velbevaret med rester af kalkmalerier fra 1400-tallet. Kalkmalerierne blev afdækket i 1902, da skibet blev revet ned. Apsis har bevaret sit halvkuppelhvælv. Prædikestolen er fra 1600-tallet og viser Christian 4.'s monogram. Kirkens døbefont af sandsten viser motiver fra Jesus barndom og fra passionen.
Foran den ombyggede kirke står to originale runesten fra 1100-tallet (Simrisstenene).